# Villa rustica de la Niculițel (1)
Villa rustica este situată în apropierea localității Niculițel din județul Tulcea, pe pârâul Capaclia (Valea Capaclia), la circa 800 m vest de DN 22. 

## Legături exerne
- Roman castra from Romania (includes villae rusticae) - Google Maps / Earth Arhivat în 5 decembrie 2012, la Archive.is